# Eliasz III (prawosławny patriarcha Antiochii)
Eliasz III – prawosławny patriarcha Antiochii w latach 1182–1184. Podobnie jak jego poprzednicy przebywał na wygnaniu.